# Franckeus rubrimanus
Espèce
Synonymes
- Vaejovis rubrimanus Sissom, 1991

Franckeus rubrimanus est une espèce de scorpions de la famille des Vaejovidae.

## Distribution
Cette espèce est endémique du Nuevo León au Mexique. Elle se rencontre vers Santa Catarina.

## Description
Le mâle holotype mesure 45,0 mm et la femelle paratype 58,8 mm.

## Systématique et taxinomie
Cette espèce a été décrite sous le protonyme Vaejovis rubrimanus par Sissom en 1991. Elle est placée dans le genre Franckeus par Soleglad et Fet en 2005.

## Publication originale
- Sissom, 1991 : « Systematic studies on the nitidulus group of the genus Vaejovis, with descriptions of seven new species (Scorpiones, Vaejovidae). » Journal of Arachnology, vol. 19, no 1, p. 4-28 (texte intégral).